# Geotermisk energi på Island
Geotermisk energi på Island står for omkring af 5,8 % af verdens produktion af elektrisk energi fra geotermiske kilder. På grund af den store vulkanske aktivitet på Island udnyttes geotermisk energi i stor grad til elektricitetsproduktion og fjernvarme. Seks geotermiske kraftværk stod i 2006 for 26,5% af landets produktion af elektricitet, resten kom fra vandkraft (73,4%) og fossilt brændsel (0,1%). Dertil dækkes 45 % af opvarmningsbehovet i landets bygninger af geotermisk varme. I 2012 var total installeret effekt 665,0 MW elektrisk kraft og Island er det land i verden med størst andel af sin elektricitetsproduktion fra geotermisk energi.
Forbrug af primær geotermisk energi i 2004 var 79,7 Petajoule (PJ), eller 53,4 % af landets totale forbrug af primærenergi. Tilsvarende andel for vandkraft var 17,2 %, petroleum 26,3 % og kul 3 %. Af den geotermiske energi, som blev udnyttet i 2006, gik 54 % til rumopvarming og 28 % til elektricitetsproduktion. Resten blev benyttet til fiskeopdræt, snesmeltning, svømmebassiner, drivhuse og industri.

## Liste over geotermiske kraftværker på Island
| Navn                  | Kapacitet elektricitet (MW) | Kapacitet varme (MW) | Prod.start (år) | Kommentar                        |
| --------------------- | --------------------------- | -------------------- | --------------- | -------------------------------- |
| Hellisheiði kraftværk | 303                         | 133                  | 2006            |                                  |
| Nesjavellir kraftværk | 120                         | 300                  | 1990            |                                  |
| Reykjanes kraftverk   | 100                         | 0                    | 2006            | Udvidelse til 150 MW er planlagt |
| Svartsengi kraftværk  | 75                          | 150                  | 1976            |                                  |
| Krafla kraftværk      | 60                          | 0                    | 1977            | Udvidelse til 150 MW er planlagt |
| Bjarnarflag kraftværk | 3                           | 0                    | 1969            |                                  |
| Sum                   | 661                         | 583                  |                 |                                  |